# Arniocera chrysosticta
Arniocera chrysosticta är en fjärilsart som beskrevs av Butler 1898. Arniocera chrysosticta ingår i släktet Arniocera och familjen Thyrididae. Inga underarter finns listade i Catalogue of Life.